# Bradleystrandesia hirsuta
Bradleystrandesia hirsuta är en kräftdjursart som först beskrevs av Fischer 1851.  Bradleystrandesia hirsuta ingår i släktet Bradleystrandesia och familjen Cyprididae. Inga underarter finns listade.